# Xe trượt tự cân bằng
Xe trượt tự cân bằng là một phương tiện di chuyển cá nhân sử dụng năng lượng từ pin, bao gồm hai bánh xe đặt trên một ván trượt, nơi người sử dụng đặt hai bàn chân của họ lên đó. Người sử dụng điều khiển và kiểm soát tốc độ bằng tư thế đứng: nghiêng về phía trước hoặc ngả về phía sau để tới hoặc lùi, rẽ hướng di chuyển bằng cách tác động lên ván trượt (tùy chủng loại). Hình thức hiện tại của xe trượt tự cân bằng vốn được phát minh vào đầu năm 2013, sau đó, nó là đối tượng của nhiều vụ tranh chấp bằng sáng chế. Trung Quốc bắt đầu sản xuất phương tiện này một các đại trà để tung ra thế giới từ năm 2014. Tuy nhiên, phiên bản sản phẩm đó có kỹ thuật và công nghệ thiếu chặt chẽ, chẳng hạn như pin quá nóng, dễ gây cháy, dẫn đến việc thu hồi sản phẩm hàng loạt vào năm 2016.